# Albert Simon
Ne doit pas être confondu avec Albert Simonin.
Pour les articles homonymes, voir Simon.
 (juin 2017).
Si vous disposez d'ouvrages ou d'articles de référence ou si vous connaissez des sites web de qualité traitant du thème abordé ici, merci de compléter l'article en donnant les références utiles à sa vérifiabilité et en les liant à la section « Notes et références ».
Albert Simon, né le 1er avril 1920 au Caire et mort le 5 juillet 2013 à Paris, est un homme de radio français, longtemps chargé du bulletin météorologique de la station de radiodiffusion Europe 1. Sa voix chevrotante, marquée par un accent levantin prononcé (il était issu de la communauté juive originaire d'Égypte), est restée dans la mémoire collective des Français (voir le premier extrait audio).

## Biographie
Entre 1949 et 1952 il fait partie de la communauté non violente de Lanza del Vasto à Tournier (commune de La Genétouze), en Charente-Maritime. Cette communauté, rurale et végétarienne, cherchait à promouvoir en Europe la philosophie de Gandhi. Il y débarque très affecté par la guerre qui venait d'avoir lieu entre juifs et arabes lors de la création de l’État d’Israël en 1948. Il s’y était rendu et avait tenté sans succès d’inciter les deux communautés à trouver une solution non violente.
Albert Simon est chargé du bulletin météorologique à Radio Le Caire puis il est engagé sur Europe 1 en 1958, et ce jusqu'en 1986 lorsqu'il tombe malade et que Laurent Cabrol lui succède. Certains prétendent qu'il présente comme siennes les prévisions de Météo-France[réf. nécessaire].
Les journalistes de la station ne se privent pas de le blaguer gentiment, y compris à micro ouvert, laissant entendre que son principal instrument scientifique est ....une grenouille installée dans un bocal avec une petite échelle, plaisanterie si connue qu'elle est reprise dans une chanson de Carlos Senor Météo : Ma grenouille est malade/et elle n'a plus vingt ans/ Le soleil est en rade/elle avait annoncé du beau temps...
Alors même qu'à son époque (années 1960 et 1970) les moyens de prévision météo à long terme sont embryonnaires (mais en pleine amélioration) avec les premiers satellites météo américains de la NOAA  et la montée en puissance des ordinateurs, avec des prévisions fiables au mieux à 72 heures, Albert Simon n'hésite pas à présenter au début de chaque mois une évolution de la météorologie très personnelle avec des tendances, semaine par semaine sur le mois entier. Il va sans dire que ces prévisions, même si elles ne s'écartent pas trop des données statistiques, sont d'une fiabilité assez discutable.
Juif pratiquant, il ne travaille pas le samedi et enregistre ses bulletins météorologiques la veille. Cette méthode de travail fait que ses prévisions, souvent réalisées seul, y compris de sa résidence de vacances, sont parfois erronées lorsqu'il annonce du mauvais temps alors que le soleil est présent le lendemain.
Albert Simon est coauteur avec Robert Lartigue de l'ouvrage Les Dictons météorologiques de nos campagnes, Éditions universitaires, 1978.

## Apparitions et allusions au cinéma et dans la chanson
- 1971 : Il apparaît, dans son propre rôle, au début du film Laisse aller... c'est une valse de Georges Lautner, dans les studios d'Europe1. On l'entend dire, présentant comme il se doit la météo, non sans humour et autodérision : « Eh bien, en Normandie, on dit : « Autant d'heures de soleil à la Toussaint, autant de semaines à souffler dans ses mains ».  Enfin le bel automne se termine, les arbres deviendront chauves, mes cheveux vont repousser.  Vous savez la pluie ça s'arrose ». Albert Simon était complètement chauve à une époque où peu dʼhommes osaient sʼafficher ainsi. Vers la fin du film, il apparaît de nouveau très brièvement, toujours dans les studios d'Europe 1, présentant un mois de décembre extrêmement froid et verglacé avant qu'on n'entende plus que sa voix émise d'un autoradio d'où elle sera coupée par le chauffeur, un policier joué par Claude Melki.  Au générique, les studios d'Europe 1 sont remerciés, mais le nom d'Albert Simon n'est pas crédité.
- 1974 : Dans le film A nous 4 cardinal, avec les Charlots, pendant la tempête lors de la traversée de la Manche en bateau, on entend une voix off faire la météo avec la voix d'Albert Simon.
- 1974 : Dans sa chanson Señor Météo (paroles de Claude Lemesle et musique de Joe Dassin), Carlos termine sa première strophe par « depuis qu'on a fait la bom-ombe, Albert Simon ».  Souvent, la citation est reprise erronément « Et voilà l´averse qui tombe / Il n´y a plus de saison / Depuis qu´on a fait la bombe / Ah de Simone ».
- 1982 : Dans le film Le père Noël est une ordure de Jean-Marie Poiré, Christian Clavier, qui joue le travesti Katia, fait remarquer à Thierry Lhermitte qu'un physique ne correspond pas toujours à la voix qui y est associée. Le personnage de Christian Clavier explique qu'il a rencontré Albert Simon, « qui n'a pas du tout la voix de son physique ».
- 2008 : On entend à la 4e minute du film Les Liens du sang, diffusé dans l'autoradio de la voiture de Guillaume Canet, un extrait d'un bulletin météo présenté par Albert Simon, également reconnaissable à son célèbre accent.
- 2012 : Claude François dans le film Cloclo fait entendre la voix d'Albert Simon (lui aussi originaire d'Égypte) à une jeune fan et dit que son accent lui rappelle celui de sa mère, Chouffa, qui roule aussi les « r ». L'extrait en question est celui du 19 mai 1976 (après le bulletin d'information de Gilles Schneider).